# Spišský Štvrtok
Spišský Štvrtok (prima del 1927 solo "Štvrtok", in tedesco Donnersmark, in ungherese Csütörtökhely, in polacco Spiski Czwartek) è un comune della Slovacchia facente parte del distretto di Levoča, nella regione di Prešov.

## Storia
Nelle cronache storiche il villaggio fu menzionato per la prima volta nel 1263.
Fu il centro che diede il nome all'importante famiglia nobile (Conti e principi) Henckel von Donnersmarck.